# جارد جنكينز
جارد جنكينز (بالإنجليزية: Jared Jenkins)‏ هو لاعب كرة قدم أمريكية أمريكي، ولد في 26 أبريل 1989 في ميلواكي في الولايات المتحدة.